# Autofagi
För det psykologiska begreppet, se autofagi (psykisk störning).
Autofagi eller autofagocytos är en fysiologisk process i cellbiologi som reglerar omsättningen av bland annat proteiner och organeller och interagerar till viss del med programmerad celldöd. Det råder däremot en delad uppfattning om huruvida autofagi verkligen kan initiera programmerad celldöd och om benämningen "autofagisk celldöd" verkligen är korrekt. Autofagi existerar i de flesta organismer och fungerar främst som ett avancerat återvinningssystem. Gamla eller dysfunktionella delar av cellen, t.ex. organeller och proteiner men även lipider (lipopfagi) och andra molekyler återvinns för att användas som byggstenar eller producera energi. Det är en ständig process i cellen men ökar i omfattning under stress-situationer såsom svält.
Man delar upp autofagi i tre olika klasser; makroautofagi, mikroautofagi och chaperon medierad autofagi (CMA), där makroautofagi oftast är det som åsyftas när man säger autofagi. I makroautofagi bildas ett lipid-membran som omsluter materialet i cellen som ska återvinnas, strukturen kallas autofagosom. Autofagosomen sammansmälter sedan med lysosomen i djur och vakuolen i jäst och växter. I lysosomen och vakuolen bryts materialet ner och transporteras till andra organeller. I mikroautofagi omsluter lysosomen eller vakuolen själv materialet som ska återvinnas, det bildas alltså ingen autofagosom. CMA innefattar bara återvinningen av proteiner och hittas i de flesta typer av djurceller. CMA använder flera olika sorters proteiner för att känna igen och transportera specifika proteiner för nedbrytning i lysosomen. CMA aktiveras som respons på stress men initieras långsammare än makroautofagi och mikroautofagi.
Yoshinori Ohsumi tilldelades 2016 nobelpriset i medicin eller fysiologi för upptäckter inom autofagi, där han och hans medarbetare identifierat ett stort antal gener i autofagiprocessen.